# Marie-Christine Rixte
Pour les articles homonymes, voir Coste.
Maria-Cristina Coste-Rixte, née le 10 janvier 1948 à Valréas et morte le 28 août 2019 à Nyons,, est une enseignante française, et traductrice en français, anglais et occitan.

## Biographie
Agrégée d’anglais, elle était membre de la section drômoise de l’Institut d’Études Occitanes, de l’Association Internationale d’Études Occitanes (AIEO) et du Pen Club de lenga d’òc.
Elle a également été tambourinaire.
Elle était l’épouse de Jean-Claude Rixte.  À sa retraite, elle résidait à Taulignan dans le département français de la Drôme, où elle décéda le 28 août 2019.

## Activité professionnelle
Elle a notamment traduit de l’anglais vers l’occitan une sélection de poèmes du Prix Nobel de Littérature Seamus Heaney, et vers l’anglais un recueil de poèmes de Robert Lafont, La gacha a la cisterna,. De plus, elle a traduit en version provençale le roman de Nicole Faucon-Pellet, Le secret de la rabassière  (Prix Louis Malassis, 2009), de même qu'elle a publié une critique du célèbre roman Ulysse de James Joyce. Par ailleurs, elle a traduit du provençal vers le français la correspondance d'Alfred Bonnefoy-Debaïs, félibre de Séderon, en particulier celle adressée aux félibres de son temps Maurice-Louis Faure, Batisto Bonnet, Joseph Loubet  et surtout Frédéric Mistral.
Elle assuma une activité éditoriale et participa à des conférences sur la traduction des textes littéraires occitans en anglais.

## Traductions
- Seamus Heaney 1966-1975; Poèmes extraits de : Death of a naturalist, Door into the dark, Wintering out, North Poèmas Causits, reviradas de l'anglés au provençau, Institut d'études occitanes, Flor Envèrsa, 1996[8],[16].
- Robert Lafont La gacha a la cisterna The watcher at the cistern, édition bilingue occitan-anglais, Coéditions Jorn Pen-club de lenga d’òc, 2014[10],[17].
- Nicole Faucon-Pellet, Le secret de la rabassière  (Prix Louis Malassis, 2009) (Lo Secret de la rabassièra, version provençale), Régionalismes, 2013[18],[19].
- Alfred Bonnefoy-Debaïs, félibre de Séderon : recueil de textes, édition bilingue, Publications de L’Essaillon, vol. I, 2013[20] ; vol. II, 2016[13].
- Gayle Levine (nom d'épouse de Gisèle Mac / Mack), A Jewish girl from Valréas to Detroit, (1942-1993), memories and other stories, Une enfant juive de Valréas à Détroit (1942-1993), souvenirs et autres histoires, traduits de l’américain, FFDIRPA, Valréas[18].
- Les noëls de Taulignan en langue d’oc du 17e siècle ; livre + CD d'après les textes publiés par Louis Moutier et André Lacroix, introduction et notes de Jean-Claude Rixte, Association des onze tours, 2000[21].

## Autres œuvres
- "Poèmas causits": 1966-1975 / Seamus Heaney ; revirada, introd. e nòtas de Maria-Cristina Coste-Rixte. Introduction et notes de Maria-Christina Coste-Rixte. Tolosa : I.E.O ; [Lagarrigue] : I.E.O. Droma, 1996
- Ulysses / Ulysse, ou une odyssée du sujet, Voix occitane : actes du VIIIe congrès de l'Association internationale d'études occitanes, Bordeaux, 12-17 octobre 2005, James Joyce (1882-1941) : Ulysse, Critique et interprétation[12].
- Taulignan de tour en tour, Amiradors, recueil de poèmes, photos de Kaleen Gay-Para, La source vive, 2014.
- Genèsi d'una revirada, publié dans Los que fan viure e treslusir l'occitan, Actes du Xe congrès de l'AIEO, Béziers, 12-19 juin 2011, Lambert-Lucas, Lemòtges, p. 25-30.
- Calixte Lafosse, journaliste et poète-artisan romanais, Actes du colloque tenu à Romans les 18 et 19 octobre 2002 organisé par l'Association du patrimoine romanais et péageois et Daufinat-Provènça, Tèrra d'Òc, section drômoise de l'Institut d'Études Occitanes, textes réunis par Jean-Claude Bouvier avec le concours de Jean-Claude et Marie-Christine Rixte[22].
- Trobada I, Oc, No 91, prima de 2009, p. 37.
- Lengas, in Color femna - Florilège original de quarante-trois poèmes occitans portant les couleurs de l'écriture féminine des trobairitz à nos jours, Montpellier, CRDP Académie de Montpellier, collection Florilègi occitan, DL 2012, 56 p. - 1 disque compact, 43 poèmes lus en occitan,  (ISBN 978-2-86626-444-4), notice bibliographie sur catalogue.bnf.fr[23].